# Shadowgate
Shadowgate è un videogioco di avventura grafica per Macintosh pubblicato dalla Mindscape nel 1987, e negli anni successivi per NES, Game Boy Color e numerosi computer. Il gioco ebbe un grande successo, generando un franchise composto da un romanzo, tre giochi e una serie a fumetti.
Il 21 agosto 2014, a distanza di 27 anni dalla sua prima uscita, è stato pubblicato un remake di Shadowgate sviluppato e pubblicato da Zojoi per PC, Android, iPhone e iPod.

## Trama
All'inizio del gioco, le uniche informazioni date al giocatore sono le seguenti:
(il testo nella prima schermata di gioco)
Spetta quindi al giocatore raccogliere maggiori informazioni sul mondo attraverso l'esame di oggetti e la lettura di qualsiasi pergamene o libri che troverà.

### Il mondo diShadowgate
La serie di Shadowgate si ambienta nel pianeta Tyragon, dove vivono sia creature del mondo fantasy che del mito. Nella valle di Kal Zathynn, in cima alla montagna Gatekeeper, si trova il Castello Shadowgate, dove un tempo risiedeva un gruppo di potenti stregoni noto come "Cerchia dei Dodici". Uno di loro, Talimar, si corruppe e venne bandito. Cominciò a farsi chiamare "The Warlock Lord" (il signore degli stregoni) e a generare caos in tutto il pianeta, mettendo le razze una contro l'altra. Quando le guerre finirono, organizzò un'armata di Troll, Orchi, Goblin e altre creature contro i regni delle valli, venendo tuttavia sconfitto quando la Cerchia dei Dodici intervenne in aiuto delle valli. Talimar fu sigillato nelle caverne sotto il Castello Shadowgate, che da allora fu abbandonato. Uno degli stregoni, Lakmir, assunse il ruolo di guardiano di Tyragon e rimase lì per prevenire la fuga di Talimar.
Questi tuttavia riesce a liberarsi, anni dopo, e organizza un piano per risvegliare il Behemoth, il più potente dei Titani, e usarlo per terrorizzare nuovamente il pianeta. Lakmir quindi individua l'ultimo della linea dei re, Lord Jair, il seme della profezia. Per sconfiggere Talimar, Jair ha bisogno del "Bastone dell'Eternità", un potente artefatto magico nascosto nel castello. Jair raggiunge il signore degli stregoni quando questi ha appena risvegliato il Behemoth, ma grazie alla magia del bastone sconfigge il demone, rispedendolo negli Inferi. La bestia afferra lo stregone, trascinandolo con sé. Il giovane torna quindi trionfante alla valle, dove la figlia del re gli viene promessa in sposa ed egli viene nominato "Supremo Signore di Westland".

## Modalità di gioco
Il gioco è un'avventura grafica con una prospettiva in prima persona. Per avanzare nel castello è necessario risolvere enigmi la cui soluzione non è spesso logica. Alcune azioni determineranno il corso dell'avventura, mentre altre possono causare la morte immediata del personaggio (le morti di questo tipo sono numerose). Anche se il gioco non lo riporta, c'è un tempo limite, superato il quale non sarà possibile sconfiggere Talimar e di conseguenza vedere il finale buono.
La versione NES del gioco è quella maggiormente differente rispetto all'originale. Le principali differenze:
- L'aggiunta di una colonna sonora, composta da Hiroyuki Masuno (autore anche delle versioni NES degli altri titoli ICOM Simulations sviluppati su MacVenture).
- Testi più umoristici e sarcastici nelle morti, soprattutto in quelle "sciocche" (ad esempio quando si usa un'arma su di sé o si salta giù da una finestra o un ponte).
- I testi che descrivono la sala in cui il giocatore entra sono stati sostituiti da una vera e propria funzione di suggerimento, che dà indizi vaghi solo su ciò che è degno di nota. Comunque, questa funzione si logora man mano che si avanza nel castello, arrivando nelle fasi finali a poche parole di incoraggiamento, quindi non descrivendo affatto l'area in cui ci si trova.
- Il tempo limite per il finale buono è stato rimosso.

Shadowgate è inoltre uno dei pochi giochi per NES mai pubblicati in lingua svedese. Comunque, la versione nella suddetta lingua contiene degli errori di traduzione, come la trascrizione dei comandi "Go" e "Hit" in "Gä" e "Slä", invece di "Gå" e "Slå". Bergsala, produttrice del gioco nel paese scandinavo, incluse nelle copie in vendita una lettera di scuse.

## Riferimenti in altri giochi
- Il tema principale del gioco è udibile nella versione NES di Uninvited (altra avventura grafica di ICOM Simulations), se si aziona il giradischi nella stanza dei giochi.
- Nella versione NES, se si usa il flauto, il personaggio eseguirà le prime note del primo tema udibile in Déjà Vu (altra avventura grafica di ICOM Simulations).

## Accoglienza
Computer Gaming World pubblicò una recensione molto positiva del gioco, notando che il gioco usa la stessa interfaccia dei precedenti giochi sviluppati sul motore grafico MacVenture. La difficoltà è superiore a quelle dei precedenti titoli (Déjà Vu e Uninvited), ma è più flessibile, avendo più di una soluzione per alcuni enigmi.
Dragon lo votò 5/5, commentando: «è un grande gioco d'avventura, devi continuamente essere consapevole di ciò che hai fatto per completare i puzzle successivi».

## Eredità
Shadowgate ha avuto un grande successo, generando una serie e un franchise attorno ad essa.
Nel 1991 fu pubblicato il romanzo Before Shadowgate, scritto da Ellen Miles e prequel della serie. I creatori del gioco, David Marsh e Karl Roelofs, contribuirono alla scrittura del libro. Before Shadowgate fu pubblicato come parte di Worlds of Power, una serie di romanzi basati su videogiochi ideata da Seth Godin (sotto lo pseudonimo "F.X. Nine").
Successivamente vennero pubblicati due sequel: Beyond Shadowgate (1993) per TurboGrafx-16, e Shadowgate 64: Trials of the Four Towers (1999) per Nintendo 64. Un terzo sequel su N64, Shadowgate Rising, era in sviluppo nel 2000 ma fu abbandonato quando Nintendo annunciò una nuova console, il GameCube. Oggi di Shadowgate Rising sono rimasti solo alcuni screenshot della versione beta. La sua trama comunque è sopravvissuta in una serie a fumetti, dal titolo Shadowgate Saga: Raven, pubblicata sul sito Zojoi.
Il successo del gioco fu tale che portò la ICOM ad accordi con Kemco e Seika per il porting su NES dei due suoi titoli precedenti sviluppati su MacVenture: Déjà Vu e Uninvited.
Un remake del gioco originale, dal titolo Shadowgate Classic, fu pubblicato da Infinite Ventures per Windows e Game Boy Color nel 1993; la stessa società sviluppò poi Shadowgate 64.
Il 26 ottobre 2012 dal sito Zojoi partì una campagna di raccolta fondi per sviluppare una nuova versione di Shadowgate. I creatori del gioco hanno personalmente richiesto la cifra di 120,000$, tramite un video, per svilupparla. Il 25 novembre le donazioni hanno raggiunto quota 137,232$, permettendo l'inizio dello sviluppo. Marsh e Roelofs hanno dichiarato che l'ascia nera, oggetto programmato per comparire nel gioco ma rimosso nella versione finale, sarà reintrodotto in questa nuova versione. La nuova versione è stata pubblicata il 21 agosto 2014 su Android, iPhone e iPod.
Il 30 aprile 2014 la versione NES uscì su Nintendo 3DS tramite Virtual Console; questa riedizione fu distribuita solo in Giappone.